# Manuela Medina
Manuela Medina, född 1780, död 2 mars 1822, var en mexikansk frihetshjältinna. Hon tillhörde den grupp kvinnliga frihetskämpar som blev kända som symboler för det mexikanska frihetskriget. 
Hon följde José María Morelos och deltog med sin egen bataljon på slagfältet. Hon finns inte dokumenterad som stridande efter slaget vid Acapulco. 